# Nemoria cara
Nemoria cara är en fjärilsart som beskrevs av Dyar 1918. Nemoria cara ingår i släktet Nemoria och familjen mätare. Inga underarter finns listade i Catalogue of Life.